# خوش فرم (ترانه)
«خوش فرم» (به انگلیسی: Good Form) ترانه‌ای از رپر و خوانندهٔ آمریکایی ترینیدادی تبار نیکی میناژ می‌باشد. نسخهٔ اصلی ترانه پس از انتشار چهارمین آلبوم استودیویی او تحت عنوان ملکه در ۱۰ اوت سال ۲۰۱۸، برای نخستین‌بار در رتبهٔ نهم جدول تک‌آهنگ‌های بابلینگ آندر هات ۱۰۰ بیلبورد آمریکا قرار گرفت. نسخهٔ ریمیکس این ترانه با حضور رپر آمریکایی لیل وین در ۲۹ نوامبر سال ۲۰۱۸ به‌عنوان چهارمین تک‌آهنگ از آلبوم منتشر شد و به رتبهٔ ۶۰ در جدول بیلبورد هات ۱۰۰ دست یافت. این ترانه توسط میناژ نوشته شده و تهیه‌کنندگی آن نیز بر عهدهٔ مایک ویل مید ایت و پلاسس بوده‌است.